# Dira tisiphone
Dira tisiphone är en fjärilsart som beskrevs av S.A. von Rottemburg 1775. Dira tisiphone ingår i släktet Dira och familjen praktfjärilar. Inga underarter finns listade i Catalogue of Life.